# Tricia Tuttle

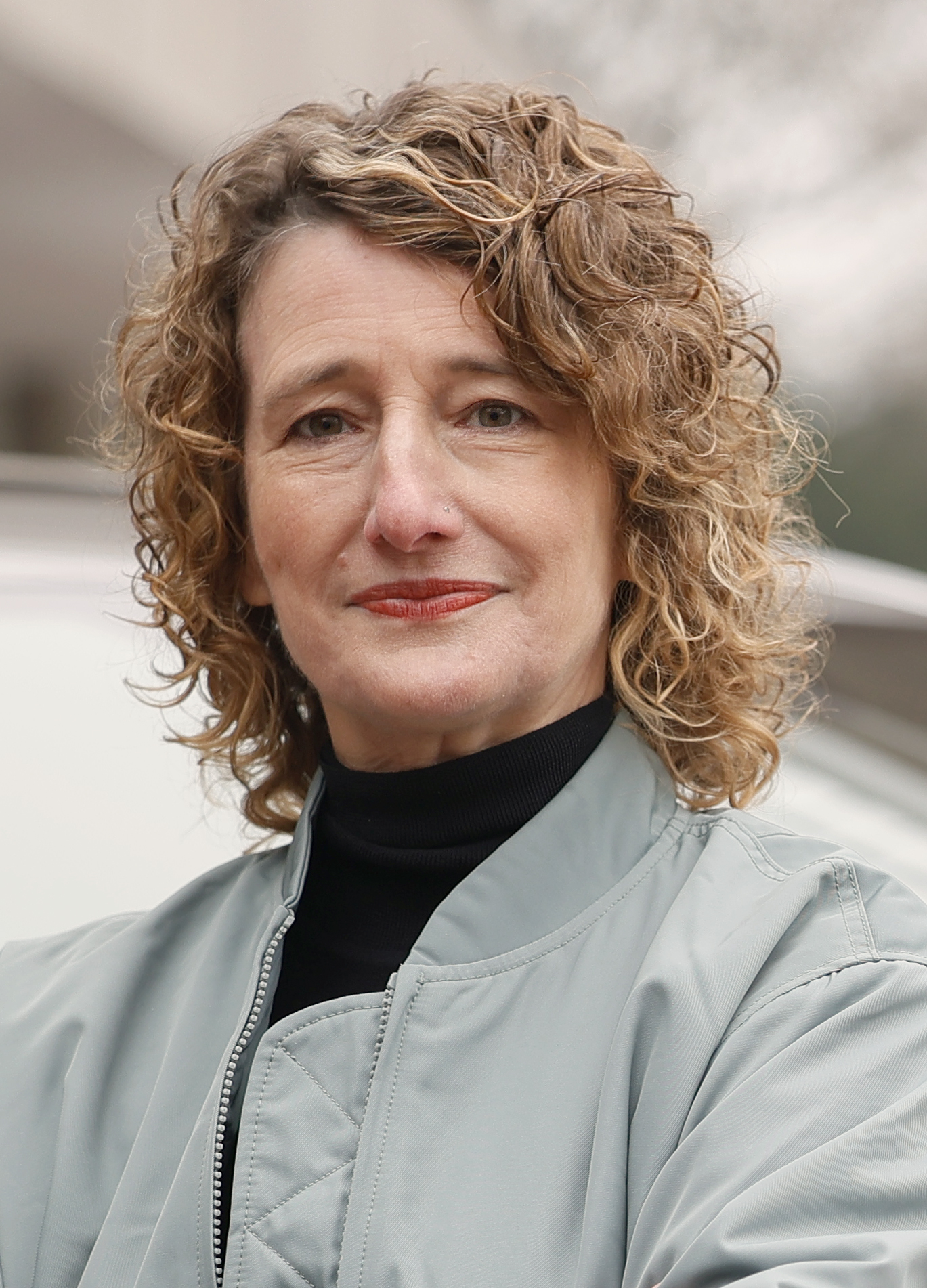
Tricia Tuttle (2025)

Tricia Tuttle (* 1970) ist eine US-amerikanische Filmfestivaldirektorin, -programmmanagerin, Dozentin, Autorin und Journalistin. Sie ist Leiterin der Internationalen Filmfestspiele Berlin (Berlinale). Zuvor war sie von 2018 bis 2022 künstlerische Leiterin des London Film Festivals.

## Leben
Tricia Tuttle stammt aus North Carolina. Dort spielte sie als Gitarristin der Band June. Die gehypte, aber nicht sehr langlebige Gitarrenpop-Formation stand bei Beggars Banquet Records unter Vertrag.
Tuttle absolvierte einen Bachelor-Studiengang in den Fächern Literatur, Radio, Fernsehen und Spielfilm an der University of North Carolina at Chapel Hill. Im Jahr 1997 übersiedelte sie von North Carolina ins Vereinigte Königreich. Dort absolvierte sie ein MA-Studium in Filmwissenschaft, das gemeinsam vom British Film Institute (BFI) und der Birkbeck, University of London (BBK) angeboten wurde. Ihre Abschlussarbeit schrieb sie über Todd Haynes und seinen Spielfilm Poison (1991). Auch arbeitete sie als Journalistin und Produzentin.
Tuttle lebt abwechselnd in London und Berlin. Mit ihrer Lebensgefährtin Briony Hanson, Leiterin der Filmabteilung des British Council, ist sie Eltern von Zwillingen, die gegen Ende der 2000er-Jahre geboren wurden. Hanson und sie belegten im Jahr 2019 in der vom britischen Independent zusammengestellten Liste der „Pride Power Couples“ den ersten Platz vor Dustin Lance Black und Tom Daley.
Im Jahr 2022 nahm Tuttle an der Umfrage der vom BFI herausgegebenen Filmzeitschrift Sight & Sound über die besten Filme aller Zeiten („The Greatest Films of All Time“) teil. Sie wählte folgende zehn Werke aus:
- Die Büchse der Pandora (1929) von G. W. Pabst
- Der Zauberer von Oz (1939) von Victor Fleming
- Solange es Menschen gibt (1959) von Douglas Sirk
- Persona (1966) von Ingmar Bergman
- Wenn die Gondeln Trauer tragen (1973) von Nicolas Roeg
- Terminator (1984) von James Cameron
- Daughters of the Dust (1991) von Julie Dash
- Happy Together (1997) von Wong Kar-wai
- Auf dem Weg nach Oregon (2010) von Kelly Reichardt
- Porträt einer jungen Frau in Flammen (2019) von Céline Sciamma

## Beruflicher Werdegang

### Aufstieg zur Leiterin des London Film Festivals (2008–2023)
Ab 2008 war Tuttle fünf Jahre für die British Academy of Film and Television Arts (BAFTA) tätig. Im Jahr 2011 folgte dort ihre Ernennung zur Filmprogrammmanagerin. In dieser Funktion arbeitete sie für das BFI London Lesbian and Gay Film Festival (heute BFI Flare) und war als Event Producerin bei The Script Factory in London tätig. Im Jahr 2013 stieg Tuttle beim BFI zur stellvertretende Leiterin für den Bereich Festivals auf. Diese Position hatte sie bis 2017 inne.
Im Jahr 2018 übernahm Tuttle interimsweise das Amt der künstlerischen Leiterin des London Film Festivals von Clare Stewart, die sich eine einjährige Auszeit nehmen wollte. Nachdem Stewart entschied, nicht zurückzukommen, wurde Tuttle im Oktober 2018 zur Nachfolgerin ernannt. Sie betreute bis 2022 insgesamt fünf Auflagen des London Film Festivals und stellte es neu auf. Während ihrer Amtszeit, in die auch die COVID-19-Pandemie fiel, erhielt das größte Filmfestival im Vereinigten Königreich neue Sektionen für Serien (LFF Series), immersive und VR-Filme (LFF Expanded). Tuttle wartete mit einem erweiterten Programm für das Branchenpublikum auf. Gleichzeitig stärkte sie die Öffentlichkeitsarbeit und lockte mehr Zuschauer an, indem der digitale Zugang über den BFI Player ausgebaut wurde. Auch ließ sie während des London Film Festivals wichtige Filmbeiträge auf zahlreichen Partnerveranstaltungen im gesamten Vereinigten Königreich teilweise kostenfrei zeigen. Tuttles Fünf-Jahres-Strategie führte laut offiziellen Zahlen des BFI im Vergleich zu 2019 zu einem Besucherzuwachs von 76 Prozent. Im Jahr 2021 kamen rund 39 Prozent des Publikums von außerhalb Londons, während die Quote 2019 noch bei 10 Prozent gelegen hatte. Im Jahr 2022 wurde sie vom Branchendienst Variety in dessen jährliche Liste von 500 einflussreichen Wirtschaftsgrößen aufgenommen, die die globale Medienbranche prägen („Variety 500“). Tuttle blieb nach ihrem Rücktritt Anfang Oktober 2022 noch bis zum Frühjahr 2023 Festivalleiterin, ehe sie durch Kristy Matheson ersetzt wurde, zuvor Kreativchefin des Edinburgh International Film Festivals (EIFF).

### Intendantin der Berlinale (ab 2024)

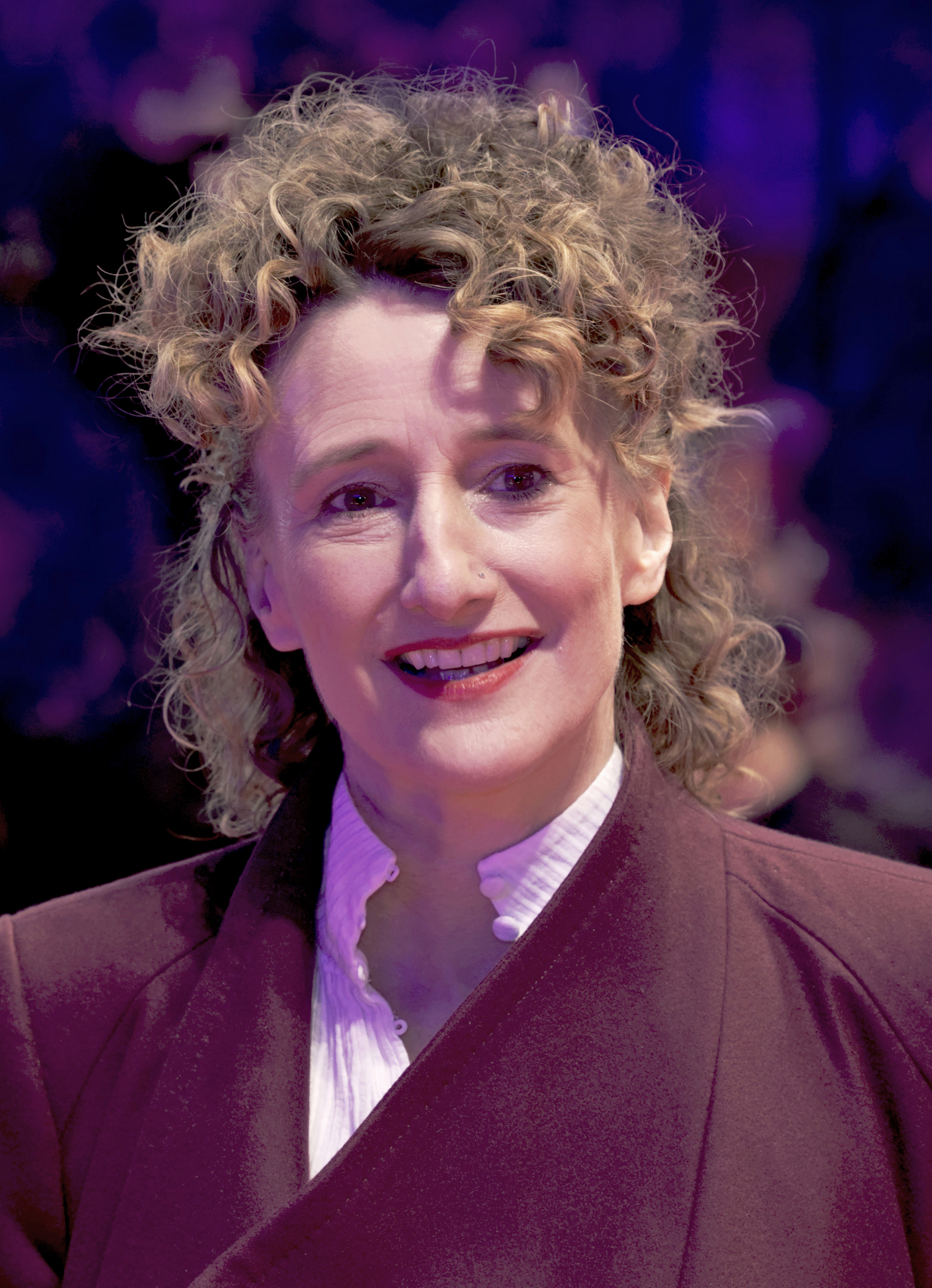
Tuttle im Jahr 2024

Am 12. Dezember 2023 wurde bekannt, dass Tuttle ab April 2024 die Intendanz der Berlinale von Carlo Chatrian und Mariette Rissenbeek übernehmen soll. Tuttle wurde als „künstlerisch und wirtschaftlich ausgerichtet“ sowie als „international versierte Branchenkennerin“ beschrieben, „die alle Fallstricke des Festivalwesens genau“ kenne. Tuttle gab an, seit den 1990er-Jahren „begeisterter Stammgast“ der Berlinale zu sein und bis zum folgenden Jahr Deutschunterricht nehmen zu wollen.
Vor ihrem Amtsantritt bei der Berlinale war Tuttle Leiterin der Abteilung Spielfilmregie an der britischen National Film and Television School (NFTS). Ende August/Anfang September 2023 war sie bei den 80. Internationalen Filmfestspielen von Venedig Jurymitglied der Sektion Orizzonti, die dem ungarischen Beitrag Explanation for Everything von Gábor Reisz ihren Hauptpreis zuerkannte.
Als Jurypräsident des Hauptwettbewerbs der 75. Berlinale, der ersten von Tuttle organisierten Auflage, wurde der US-Amerikaner Todd Haynes ausgewählt. Tuttle bewundert die Arbeit des schwulen Filmregisseurs und schrieb unter anderem ihre Masterarbeit über ihn.

## Auszeichnungen
- 2019: Platz 1 gemeinsam mit ihrer Lebensgefährtin Briony Hanson in der Liste der „Pride Power Couples Top 10“ des Independent
- 2022: Aufnahme in die „Variety 500“-Liste